# كاتدرائية مار جرجس المارونية
كاتدرائية مار جرجس المارونية وهي كاتدرائية تقع في مدينة بيروت، لبنان تصميم الواجهة، الداخلية، والتخطيط بني على نمط العمارة الكلاسيكية الجديدة، مستوحى من كنيسة سانتا ماريا ماجيوري، بدأ في عام 1884 وانتهى في 1894.

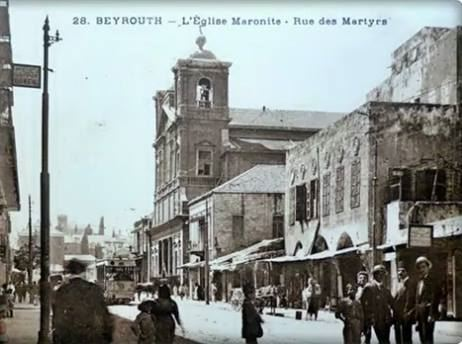
،صورة تاريخية ملتقطةفي فترة الثلاثينات لكاتدرائية مار جرجس في بيروت حيث توضح الصورة الملامح القديمة قبل طمسها

تعرضت الكاتدرائية لقصف ودمار عنيف في الحرب الأهلية اللبنانية، وتعرض للسرقة والتشوية، تمت إعادة ترميم الكاتدرائية بعد وقف أعمال القتال، وتمت إعادة افتتاحها من قبل بطريرك الموارنة نصرالله بطرس صفير في 24 أبريل 2000م 